# Dīshmūk
Dīshmūk (persiska: ديشموک, ديشمُّك, Dīshmok, دیشمک) är en ort i Iran.   Den ligger i provinsen Kohgiluyeh och Buyer Ahmad, i den centrala delen av landet, 500 km söder om huvudstaden Teheran. Dīshmūk ligger 1 722 meter över havet och antalet invånare är 4 053.
Terrängen runt Dīshmūk är huvudsakligen kuperad, men norrut är den bergig. Runt Dīshmūk är det ganska glesbefolkat, med 47 invånare per kvadratkilometer. Dīshmūk är det största samhället i trakten. Omgivningarna runt Dīshmūk är i huvudsak ett öppet busklandskap.